# Teatro romano (Arles)
Il teatro romano di Arles fu costruito alla fine del I secolo a.C., sotto il regno dell'imperatore Augusto, subito dopo la fondazione della colonia romana. La costruzione fu iniziata intorno al 40 a.C. e fu completata intorno al 12 a.C., divenendo così uno dei primi teatri in pietra del mondo romano. Il teatro è inscritto nel decumano della griglia romana. Il teatro romano di Arles è oggetto di una classificazione come monumento storico dalla lista del 1840.

## Descrizione

### Il monumento

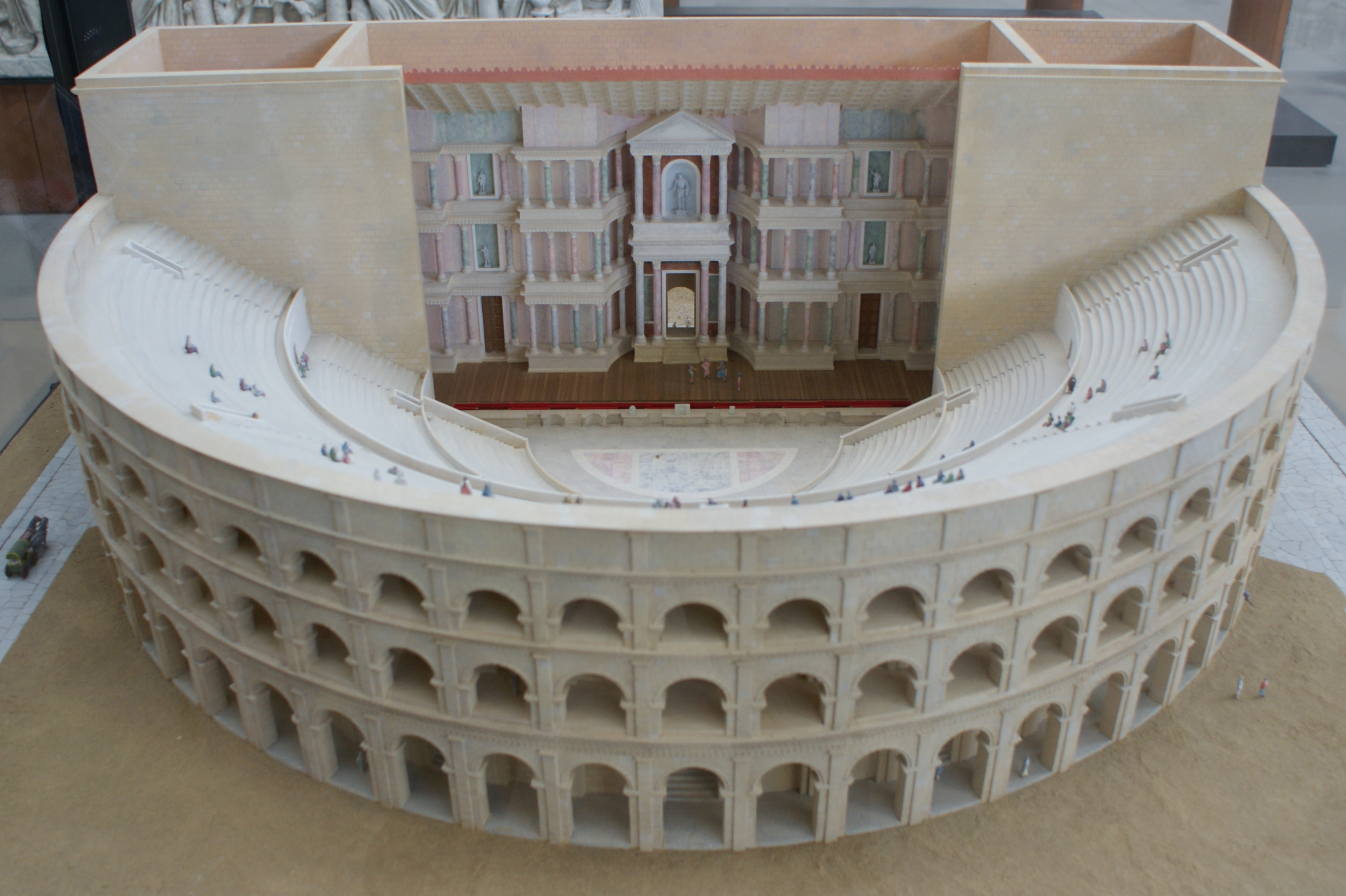
Modello del teatro antico di Arles in età augustea (Musée de l'Arles antique).

Il teatro inizialmente era costituito da tre parti: la cavea, uno spazio semicircolare che accoglieva gli spettatori, il palcoscenico dove recitavano gli attori, e il muro che fungeva sia da fondale che da chiusura del monumento.
La cavea, con un diametro di 102 metri, poteva ospitare 10 000 spettatori seduti in 33 file di gradinate. Ad Arles il teatro ospitava quindi la metà degli spettatori dell'Arena e del Circo. Gli spettatori erano distribuiti secondo la loro appartenenza sociale: le persone comuni in alto, i cavalieri e i notabili nelle file inferiori e quindi l'orchestra.
Il palcoscenico stesso era costituito da una piattaforma di legno lunga 50 metri per 6 metri di larghezza e ospitava le macchine del teatro nelle sue sottostrutture.
La parete di fondo era decorata, su tre livelli, con un centinaio di colonne corinzie di cui solo due hanno resistito alla prova del tempo. Il muro probabilmente sorreggeva una tettoia per proteggere il palcoscenico dagli elementi atmosferici. Nicchie nel muro ospitavano statue di ispirazione greca, come la Venere di Arles, oggetto di un controverso restauro, che ora fa parte delle collezioni del Louvre.

### Utilizzo
Il teatro, a differenza dell'anfiteatro o del circo, offriva spettacoli in cui si esibivano attori; erano tragedie romane o greche, commedie, spettacoli di mimo e pantomimo destinati a un pubblico più sofisticato. Questi spettacoli, eseguiti principalmente durante le feste in onore degli dei, erano gratuiti in modo che tutti potessero assistervi. Tuttavia, a volte gli spettacoli venivano offerti solo agli uomini. Inoltre, donne e bambini dovevano essere accompagnati da un uomo adulto. Per Jean-Louis Vaudoyer: 
(Jean-Louis Vaudoyer)
Si trattava ovviamente dell'antico teatro greco e di rappresentazioni come le tragedie di Euripide o Seneca.

## Storia

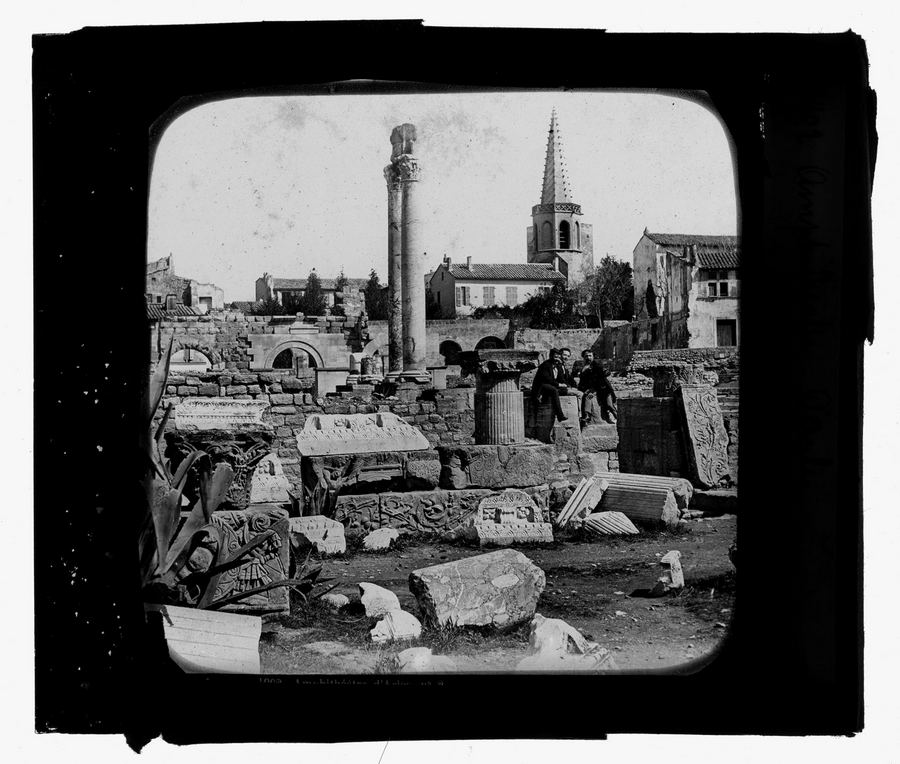
Il teatro antico nel 1902.

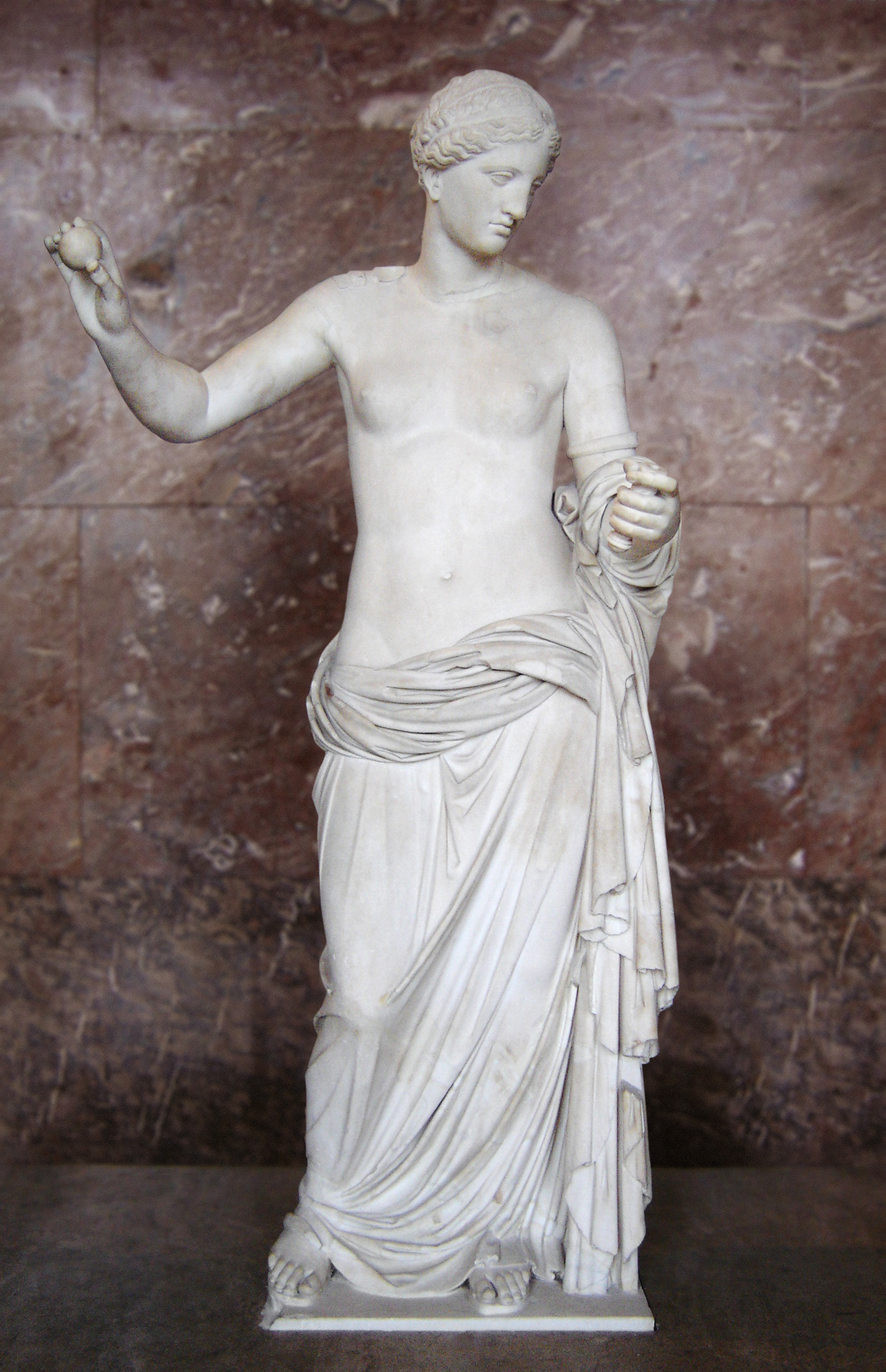
La Venere di Arles, scoperta durante gli scavi del teatro romano. Si tratta probabilmente di una copia romana collegata all'opera di Prassitele che si trova ora al Louvre.

Il teatro di Arles venne costruito sulla collina di Hauture sul decumano alla fine del I secolo a.C. La sua costruzione terminò probabilmente già nel 12 a.C. e la ricchezza della sua decorazione testimoniano l'importanza data alla colonia di Arles dall'imperatore Augusto. Questo luogo, a differenza di quelli greci, non fu dedicato a Dioniso, ma ad Apollo, una divinità onorata da questo imperatore. È stato riferito che l'imperatore Costanzo II vi offrì una grandiosa rappresentazione il 10 ottobre 353 e questo luogo di spettacoli rimase in funzione fino all'inizio del V secolo. In questa data, la Chiesa ferocemente contraria a comici e spettacoli pagani, utilizzò il teatro come cava per la costruzione della basilica paleocristiana di Santo Stefano, intrapresa sotto l'episcopato di Ilario.
Più tardi, probabilmente tra la fine del VI e l'inizio dell'VIII secolo, il fondale del palcoscenico venne rinforzato, integrato nella cinta muraria e dotato di una torre di difesa chiamata "Torre Rotland".
Il terreno è stato poi gradualmente suddiviso realizzando case e vicoli. Vi furono costruite ville private e vi si stabilirono ordini religiosi, in particolare i gesuiti che vi costruirono il loro primo collegio, oltre alle suore della Misericordia. Nel 1755-1789, il cortile del convento, dove erano visibili le due colonne, fu utilizzato per presentare al pubblico le scoperte archeologiche effettuate in loco.

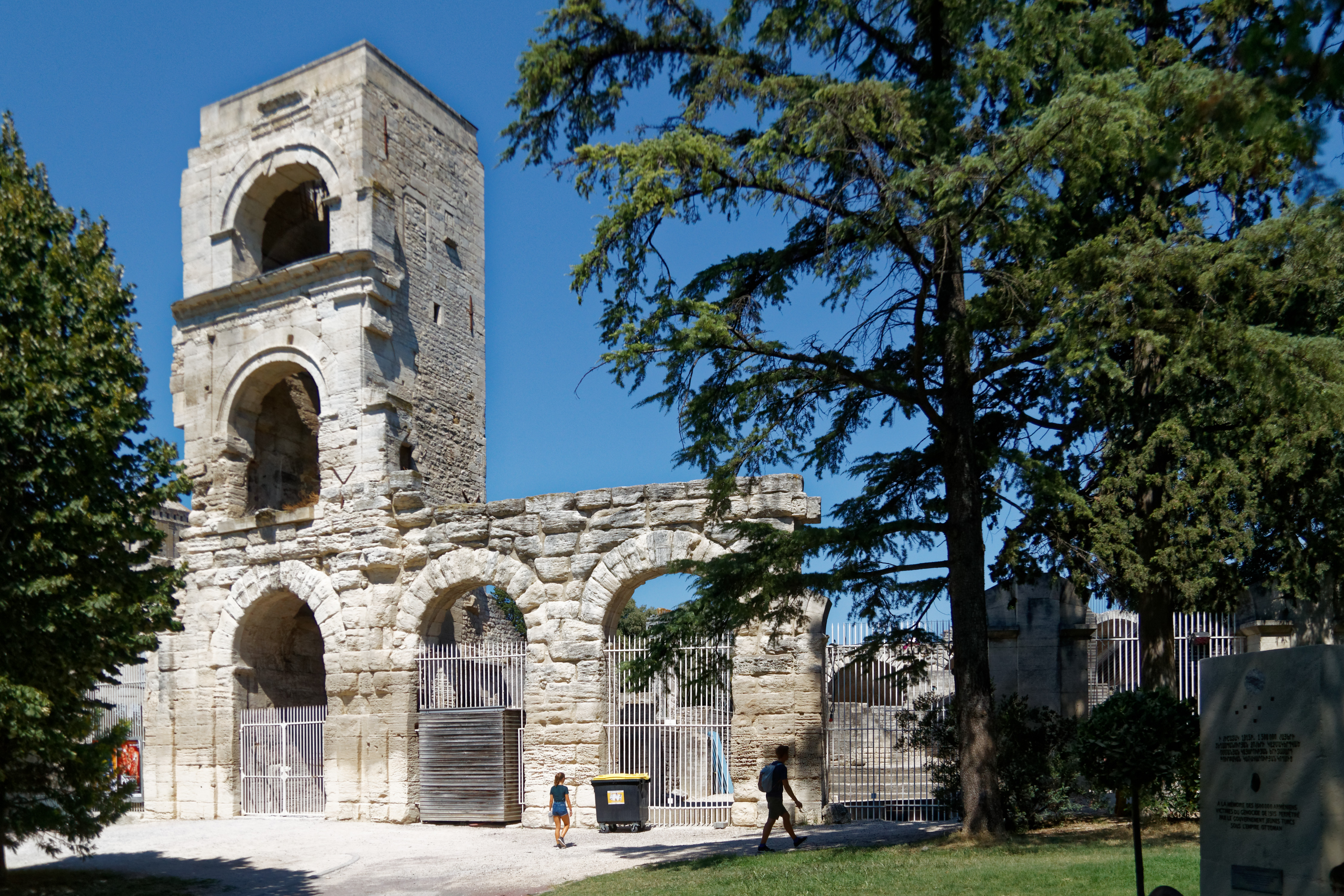
La torre sud.

Il teatro iniziò a essere sgombrato dal 1828 in poi, grazie all'azione del sindaco dell'epoca, il barone de Chartrouse. I lavori furono ripresi negli anni quaranta dell'Ottocento e completati nel 1860. Il teatro è stato scoperto dai primi scavi del XVII secolo, a seguito del ritrovamento di molti resti antichi, tra cui diverse sculture, la famosa Venere di Arles, un busto di Augusto nelle vesti di Apollo e la Testa di Arles (Musée de l'Arles antique).
L'antico teatro di Arles è uno dei monumenti presenti nell'elenco del 1840 redatto da Prosper Mérimée. Dal 1981 compare nell'elenco del patrimonio mondiale dell'umanità istituito dall'UNESCO.

## Situazione attuale

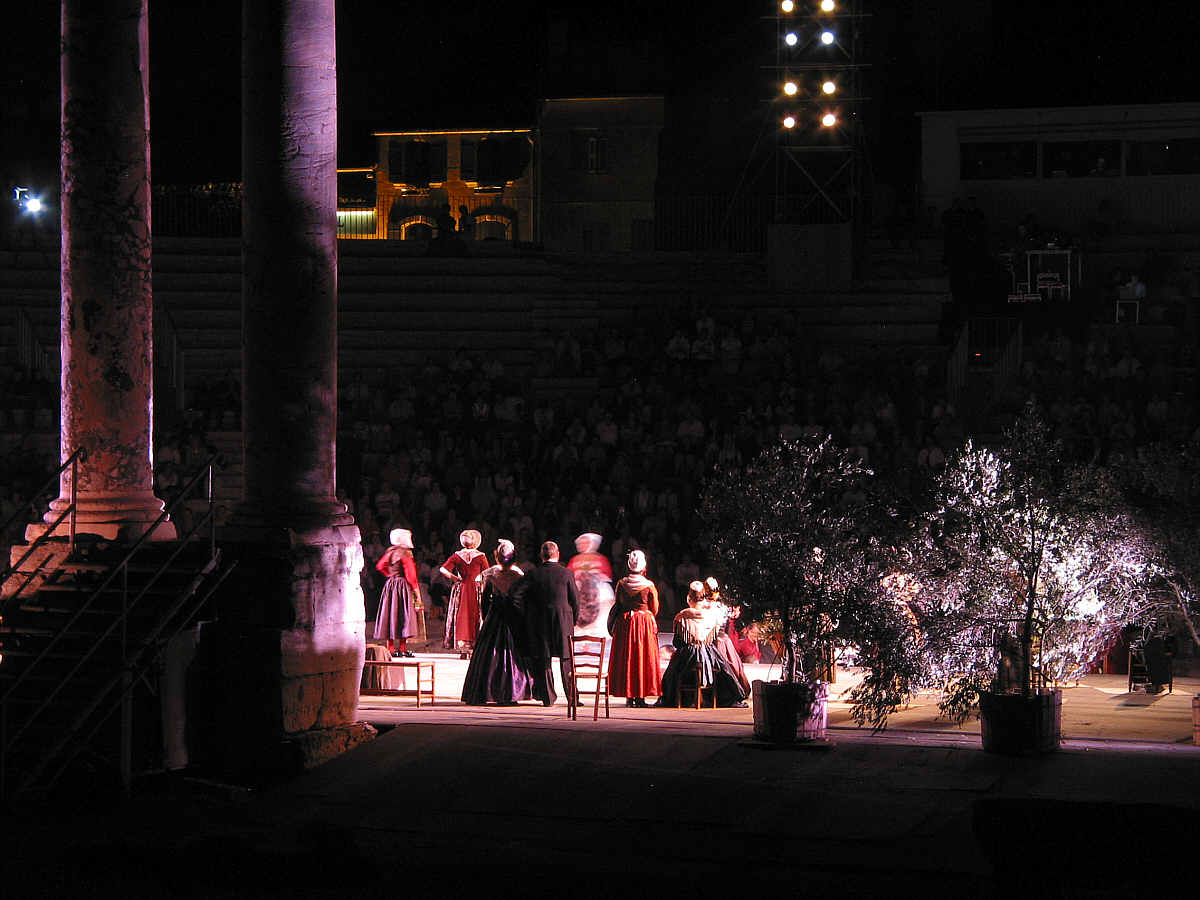
La scena in notturna.

Dell'antico prospetto a sostegno della cavea, resta solo una baia compresa, nel Medioevo, nel bastione della città dove fu trasformata in torre di difesa. L'orchestra conserva al centro la traccia del suggello dell'altare ai cigni, emblema di Augusto, dedicato ad Apollo.
Restano infine, sole e misteriose, due colonne, chiamate "le due vedove", delle cento che decoravano la parete scenica.
Questo monumento è visitabile ed è anche luogo di spettacoli. In particolare, tra la fine di giugno e la fine di agosto, ospita Arles e le feste in costume, i Rencontres d'Arles, il festival Les Suds, il festival Escales du Cargo e il festival del film peplum.